# Меловатка (Воронежская область)
Мелова́тка — село в Семилукском районе Воронежской области.
Входит в Нижневедугское сельское поселение.

## География
Меловатка — село (центр сельсовета), находящееся в 45 км от районного центра.

### Улицы
- ул. Бородовка,
- ул. Гусевка,
- ул. Ежовка,
- ул. Козловка,
- ул. Меловая,
- ул. Романевка,
- ул. Садовая,
- ул. Центральная,
- ул. Шендрикова.

## История
Основано выходцами из Землянска в 1770-е годы поселившимися при ручье Меловом. От него и названо село.
Сельсовету были подчинены — поселое Катино, село Никольское, деревня Сапруновка. В 1807 году в селе было 20 дворов. В 1840 году построена Митрофановская деревянная церковь. Затем была построена школа, ряд лавок.
В 1900 году здесь имелось 257 дворов, 1904 жителя, церковь, общественное здание, школа грамотности, винная лавка. Проводились в селе и ярмарки.
Ранее административный центр Меловатского сельского поселения.

## Население
| 1859 | 1897  | 1900  | 2010 |
| ---- | ----- | ----- | ---- |
| 1347 | ↗1904 | →1904 | ↘349 |